# 709. Infanterie-Division (Wehrmacht)
Die 709. Infanterie-Division war eine deutsche Infanteriedivision im Zweiten Weltkrieg.

## Geschichte

### Aufstellung
Die Division wurde Anfang Mai 1941 im Rahmen der 15. Aufstellungswelle als bodenständige Infanterie-Division aus Ersatztruppen des Wehrkreis IX (Kassel) aufgestellt. Heimatstandort der Division war bis 16. März 1944 Butzbach, dann Fulda (Wehrkreis IX).

### Besatzungstruppe Frankreich
Die Division kam im Juni 1941 in die Bretagne zur 7. Armee bei der Heeresgruppe D. Sie war dann bis November 1942 Garnisonsbesatzung der Bretagne. Ende November 1942 folgte die Umgliederung der Regimenter in Grenadier-Regimenter.

### Atlantikwall
Ab Dezember 1942 war die Division von der XXV. Armeekorps kommend zum LXXXIV. Armeekorps in die Normandie verlegt worden. Unter diesem Armeekorps blieb die Division bei der 7. Armee bis zum Ende der Division im Juni 1944, war aber ab Mai 1944 zur Heeresgruppe B gekommen.

### Cherbourg
Im Oktober 1943 war die Division nach Cherbourg geschickt worden und war in der Stadt als Garnisonseinheit aktiv. Hier erfolgte eine Auffrischung mit dem Grenadier-Regiment 919. Das Durchschnittsalter konnte damit aber nicht wirklich gesenkt werden, sodass 1944 das Durchschnittsalter der Soldaten bei 36 Jahren lag.

### Operation Overlord
Ab 6. Juni 1944 war die Division unter der Führung von Generalleutnant Karl-Wilhelm von Schlieben während der Landung in der Normandie in Kämpfen mit westalliierten Truppen verwickelt. Innerhalb des LXXXIV. Armeekorps war die Division auf der Halbinsel Cotentin eingesetzt und verteidigte somit Utah Beach. Die 709. Infanterie-Division stand in Schweren Abwehrkämpfen nicht nur gegen die Amphibische Landung, sondern auch gegen Luftlandetruppen der 101st und 82nd Airborne Division und wurde nach dem Verlust von Utah Beach von der 4. US-Infanteriedivision bis Mitte Juni nach Valognes zurückgedrängt. Bei den folgenden Kämpfen gegen das VII. US-Corps wurde die Division stark dezimiert. Ende des Monats kämpfte die Division in der Schlacht um Cherbourg. Bis zum 21. Juni wurde die Hafenfestung Cherbourg durch die amerikanische 4., 9. und 79. Division eingeschlossen, am 22. Juni folgten massive Bombenangriffe gegen die deutschen Verteidigungsstellungen.

### Kapitulation
Die überlebenden Truppenteile gingen mit der Übergabe der Stadt durch den Stadtkommandanten und Divisionskommandeur von Schlieben am 30. Juni 1944 in westalliierte Kriegsgefangenschaft.

### Auflösung
Am 25. Juli 1944 wurde die Division offiziell aufgelöst.

## Gliederung
Mai 1941
- Infanterie-Regiment 729 mit drei Bataillone aus den Infanterie-Ersatz-Regimentern 15 (Kassel) und 9 (Marburg)
- Infanterie-Regiment 739 mit drei Bataillone aus den Infanterie-Ersatz-Regimentern 251 (Friedberg) und 214 (Aschaffenburg)
- Artillerie-Abteilung 669 mit drei Batterien
- Divisions-Einheiten 709

Juni 1941
- die Infanterie-Regimenter erhalten MG-Kompanien

Juli 1943
- Artillerie-Abteilung 669 wird zu einem Artillerie-Regiment 669, dafür wird II. zur III./Artillerie-Regiment 266 der 266. Infanterie-Division und die III. wird aus II./Artillerie-Regiment 242 der 242. Infanterie-Division gebildet

Oktober 1943
- I./Grenadier-Regiment 739 ging nach Russland
- Grenadier-Regiment 919 von der 242. Infanterie-Division

Dezember 1943
- Artillerie-Regiment 669 wird zum Artillerie-Regiment 1709 und erhält eine II. Abteilung

1944
- (Festungs-)Grenadier-Regiment 729 mit vier Bataillonen (IV. ehemals Ostbataillon 649)
- (Festungs-)Grenadier-Regiment 739 mit vier Bataillonen (I. (ehemals Georgisches Infanterie-Bataillon 797) und IV. (ehemals Georgisches Infanterie-Bataillon 795) als Ostbataillon)
- Grenadier-Regiment 919 mit drei Bataillonen
- Artillerie-Regiment 1709 mit vier Abteilungen
- Divisions-Einheiten 709

## Kommandeure
- Generalmajor Arnold von Bessel: von Mai 1941 bis Mitte Juli 1942
- Generalmajor Albin Nake: von Mitte Juli 1942 bis Mitte März 1943
- Generalmajor Curt Jahn: von Mitte März 1943 bis Ende Juni 1943
- Generalmajor Eckhard von Geyso: von Ende Juni 1943 bis Mitte Dezember 1943
- Generalmajor/Generalleutnant Karl-Wilhelm von Schlieben: von Mitte Dezember 1943 bis Ende Juni 1944

## Bekannte Divisionsangehörige (Auswahl)
- Walter Hallstein: diente im Artillerie-Regiment 1709